# عصام الثقفي
عصام بن أحمد عابد الثقفي دبلوماسي سعودي، وهو سفير السعودية لدى إندونيسيا منذ فبراير 2019، كما شغل قبل ذلك منصب سفير السعودية لدى النرويج منذ 2015 حتى 2019، وكان أيضًا سفير السعودية لدى الأرجنتين.